# Jean Claude Rakotoarisoa
Jean Claude Rakotoarisoa (ur. 4 października 1971 w Tsiroanomandidy) – madagaskarski duchowny katolicki, biskup diecezjalny Miarinarivo od 2024.

## Życiorys

### Prezbiterat
Święcenia kapłańskie otrzymał 29 sierpnia 1999 i został inkardynowany do diecezji Tsiroanomandidy. Był m.in. ekonomem i sekretarzem diecezjalnym, wikariuszem dystryktu Andranomadio, tymczasowym administratorem diecezji oraz jej wikariuszem generalnym.

### Episkopat
12 lutego 2024 papież Franciszek mianował go biskupem diecezjalnym Miarinarivo. Sakry udzielił mu 12 maja 2024 biskup Gabriel Randrianantenaina.